# Église Notre-Dame de Bias
Pour les articles homonymes, voir Église Notre-Dame.
L'église Notre-Dame est  située à Bias, en France.

## Localisation
L'église Notre-Dame est située rue de Brondeau, près du Domaine de Senelles, à Bias, dans le département français de Lot-et-Garonne.

## Historique
L'origine de l'église est ancienne. Le chœur est de style roman, voûté en cul-de-four et doit dater du XIIe siècle. La nef était lambrissée.
Aux XIIIe et XIVe siècles ont été ajoutés deux chapelles latérales et voûtées d'ogives :
- la chapelle côté de l'évangile (nord), dite de Lancasterie, était dédiée à Saint-Roch,
- la chapelle côté de l'épître (sud), dite de Broval, était dédiée à Saint-Pierre.

Dans le traité du 1er janvier 1308 entre les curés de Bias et de l'église Saint-Nicolas de Pujols, il est écrit que la paroisse de Bias forme un fief appartenant au curé. Les deux curés sont recteurs ensemble de l'église ou chapelle Saint-Étienne.
Dans un acte daté de 1419, les deux paroisses de Bias et de Pujols sont liées. Celle de Bias est la matrice, celle de Pujols étant une annexe. Après la construction de Villeneuve-sur-Lot, c'est l'église Saint-Étienne qui devient l'annexe de l'église de Bias. Celle de Pujols n'est plus citée.
Ajout au XVIe siècle de la seconde chapelle côté nord dédiée à Saint-Michel.
L'église est visitée par Jean Valéri, le 31 octobre 1551. Dans son verbal, il interdit de dire la messe dans la nouvelle chapelle jusqu'à ce qu'elle soit bénite. Les Cieutat ont leur sépulture dans la chapelle Saint-Pierre. Il donne une longueur de 25 pas (18,75 m) et une largeur totale de 15 pas (11,25 m).
Vers 1733, la voûte de l'abside est blanchie effaçant les anciennes peintures.
Vers 1822, la chapelle côté sud est démontée et reconstruite.

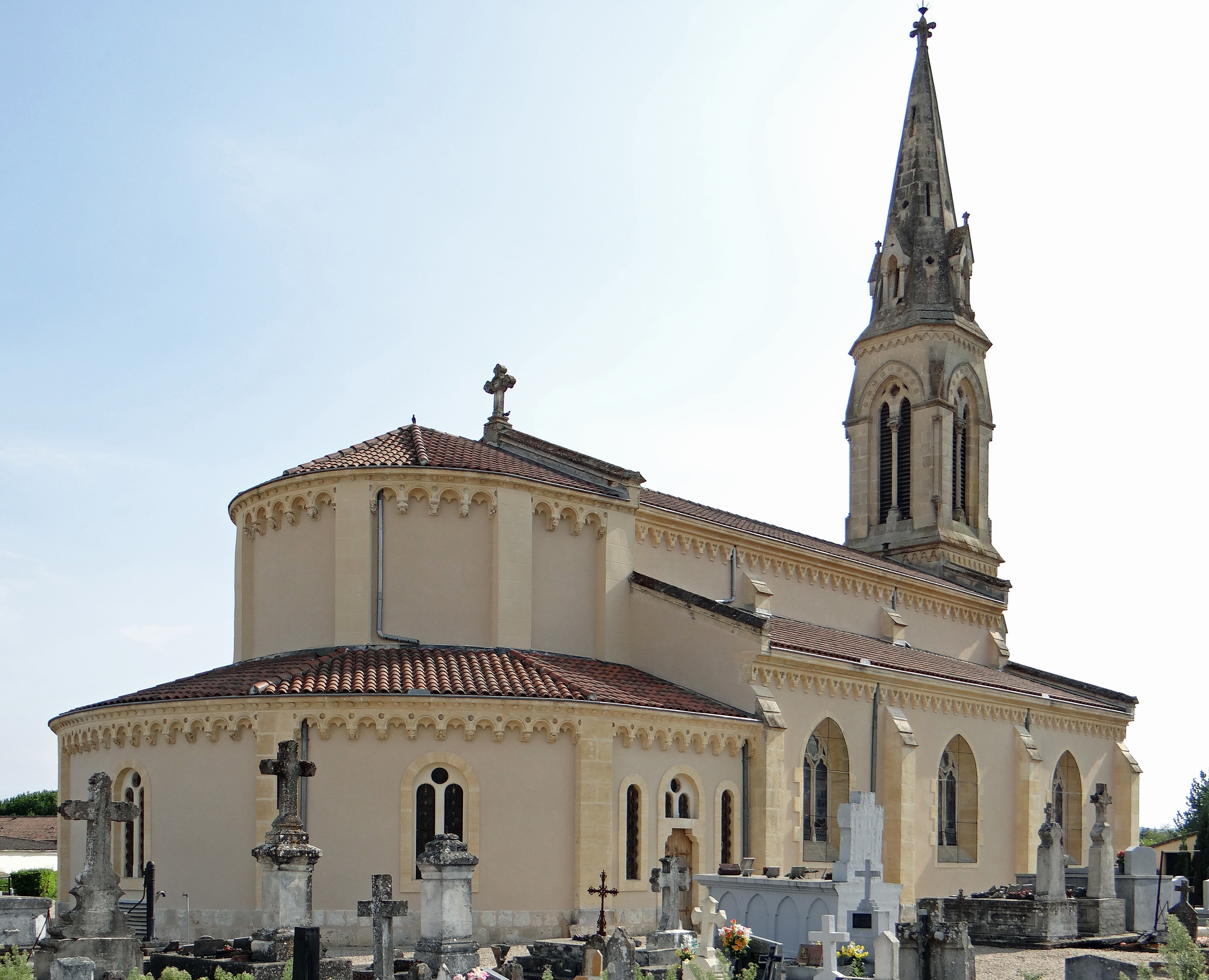
L'église vue du chevet

En 1869-1870, la nef est allongée vers l'ouest par Vigier, architecte communal. Les murs de la nef sont rehaussés. Il est prévu la réalisation d'une fausse voûte ogivale en briques creuses, avec nervures et arcs-doubleau, divisée en trois travées en remplacement du plafond lambrissé. Une deuxième chapelle est ajoutée côté sud ainsi que le clocher actuel.
Les travaux sont terminés par J. Comte, architecte communal, avec ajout de deux nouvelles chapelles latérales en 1878-1879. Les deux chapelles ont été construites grâce à un don de Madame Catherine Méral. Le marché a été attribué le 7 juin 1879 à Renoux, entrepreneur à Villeneuve-sur-Lot.
En 1893, la fabrique décide d'agrandir les fenêtres et d'y poser des vitraux. Ils sont réalisés par l'atelier de Gustave Pierre Dagrant et posés en 1894.
Les peintures intérieures sont rénovées en 2009. En 2010, à la suite de cette rénovation, un nouveau chemin de croix est créé par François Peltier.

## Vitraux
Un ensemble de vitraux illustrant la vie de la Vierge a été réalisé par l'atelier de Gustave Pierre Dagrant, de Bordeaux. Ils ont été posés en 1894.

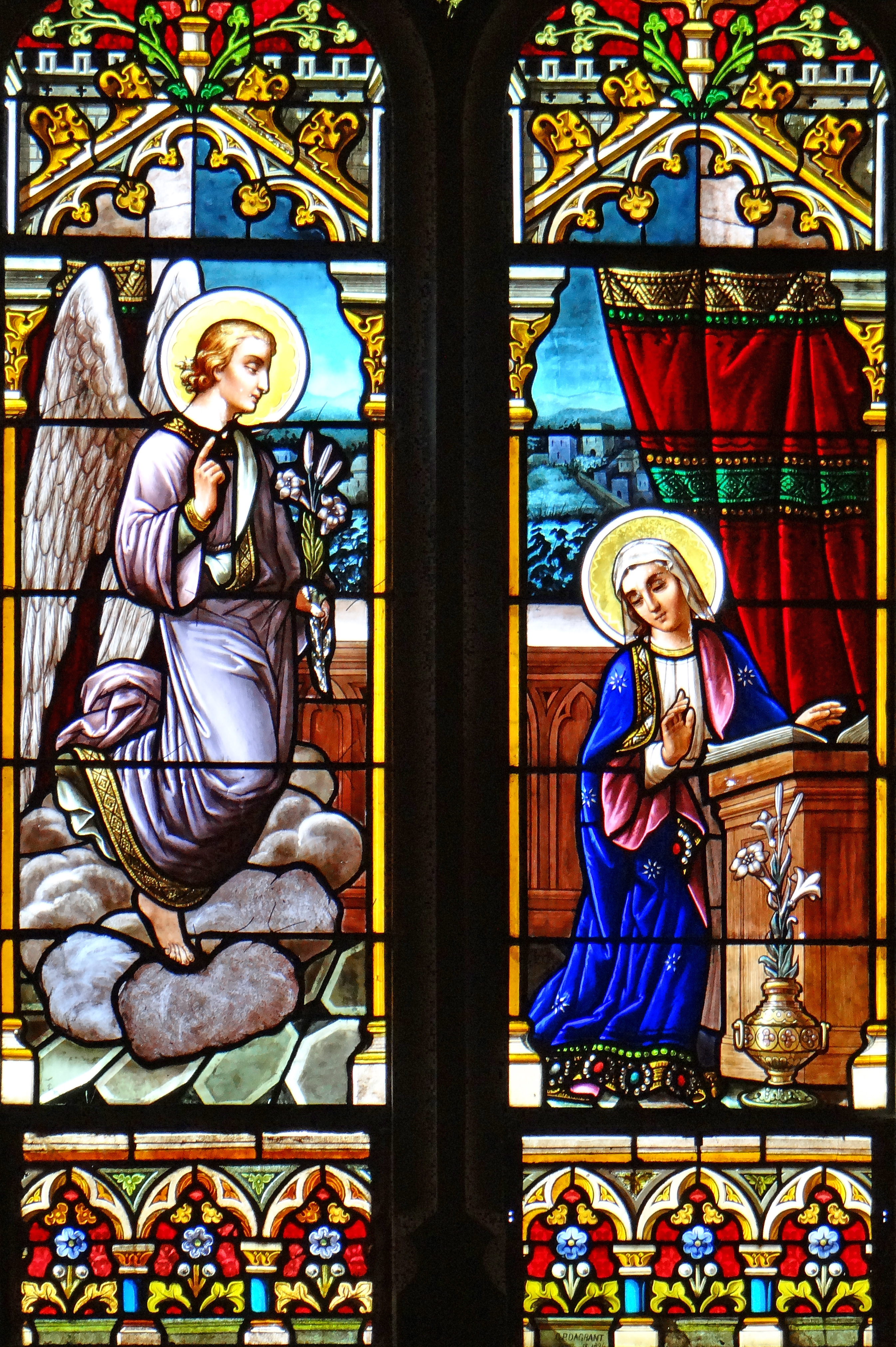
Annonciation
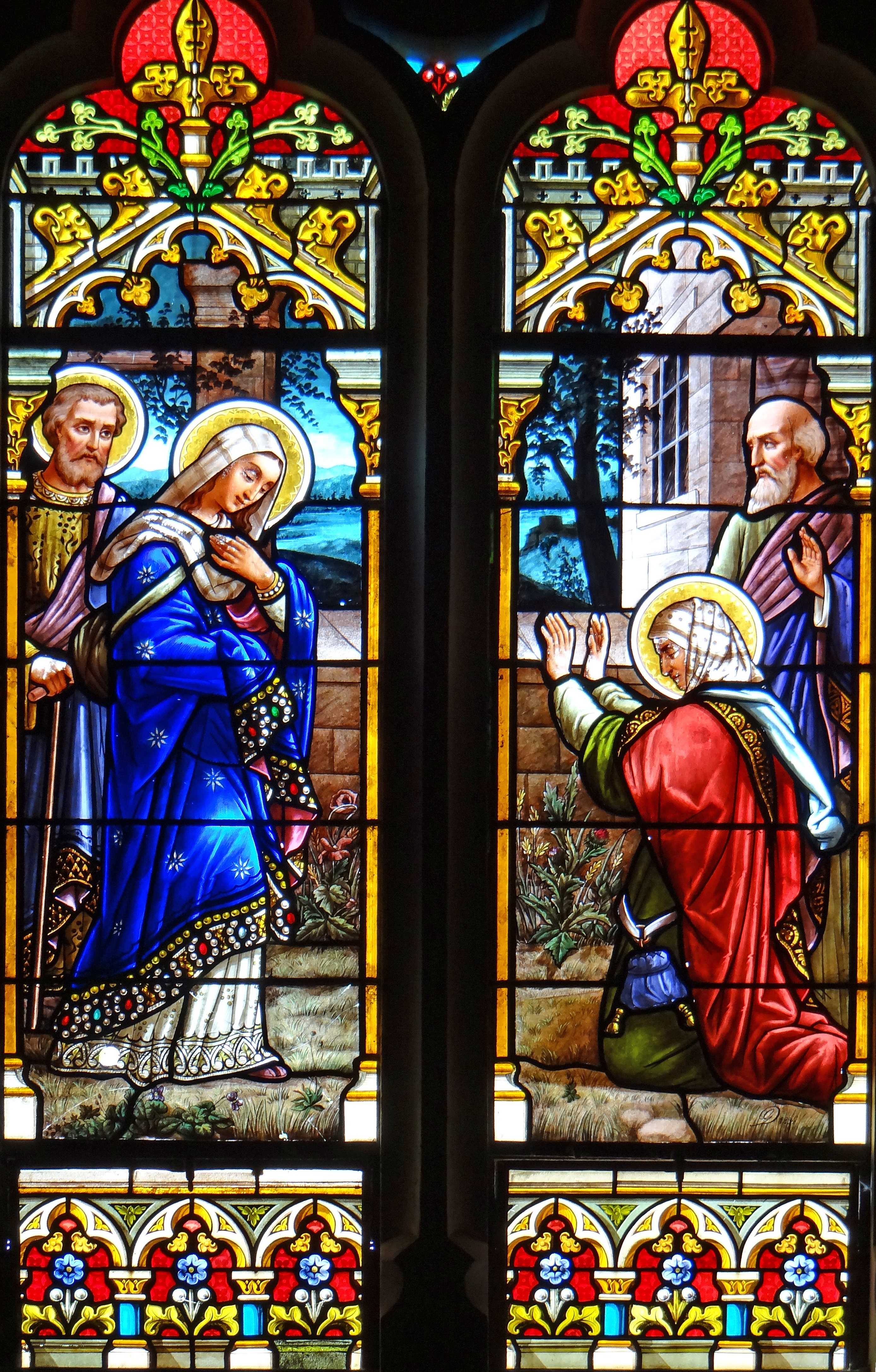
Rencontre de Marie et Joseph à la porte Dorée avec sainte Anne et Joachim
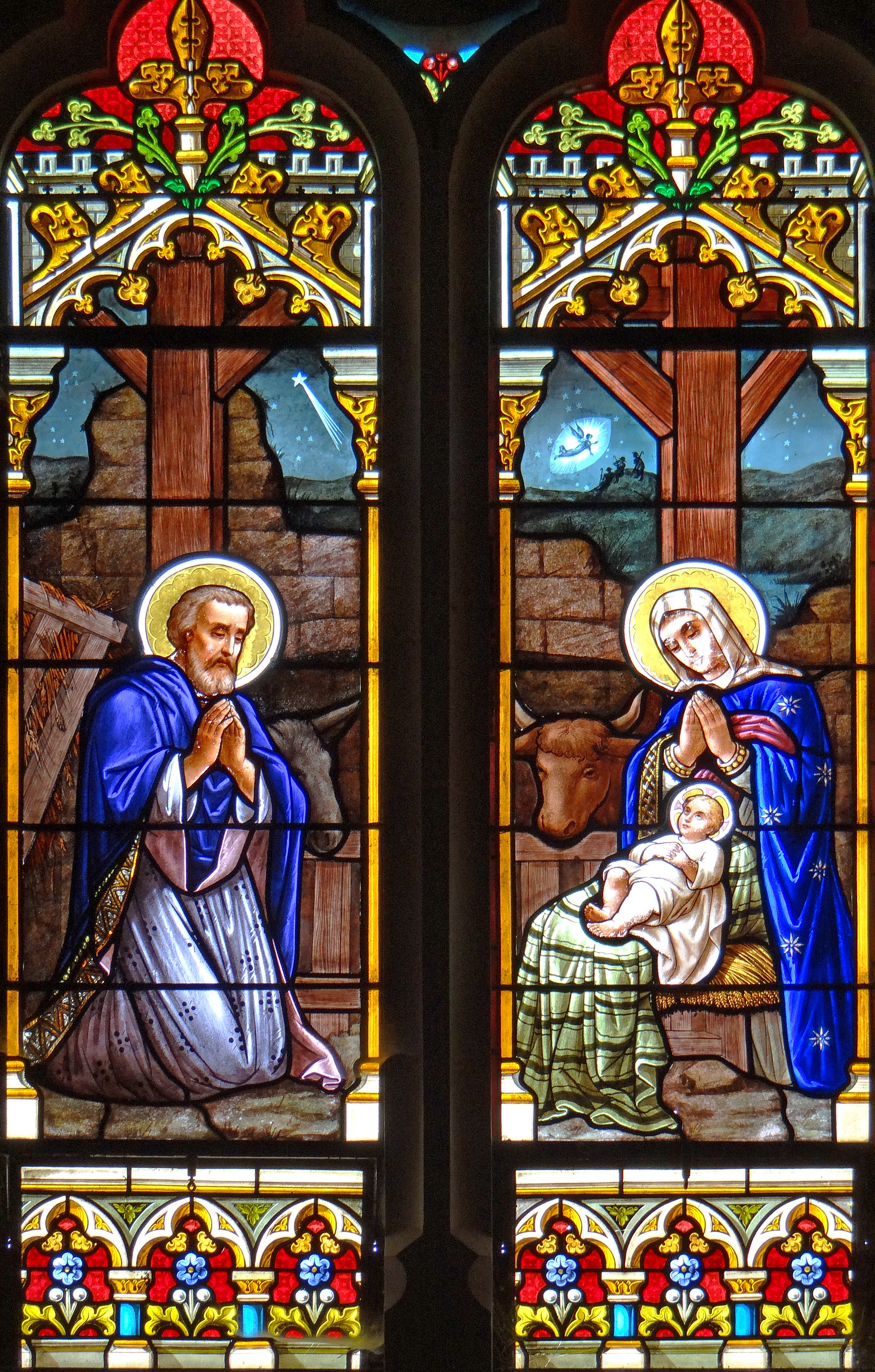
Naissance de Jésus
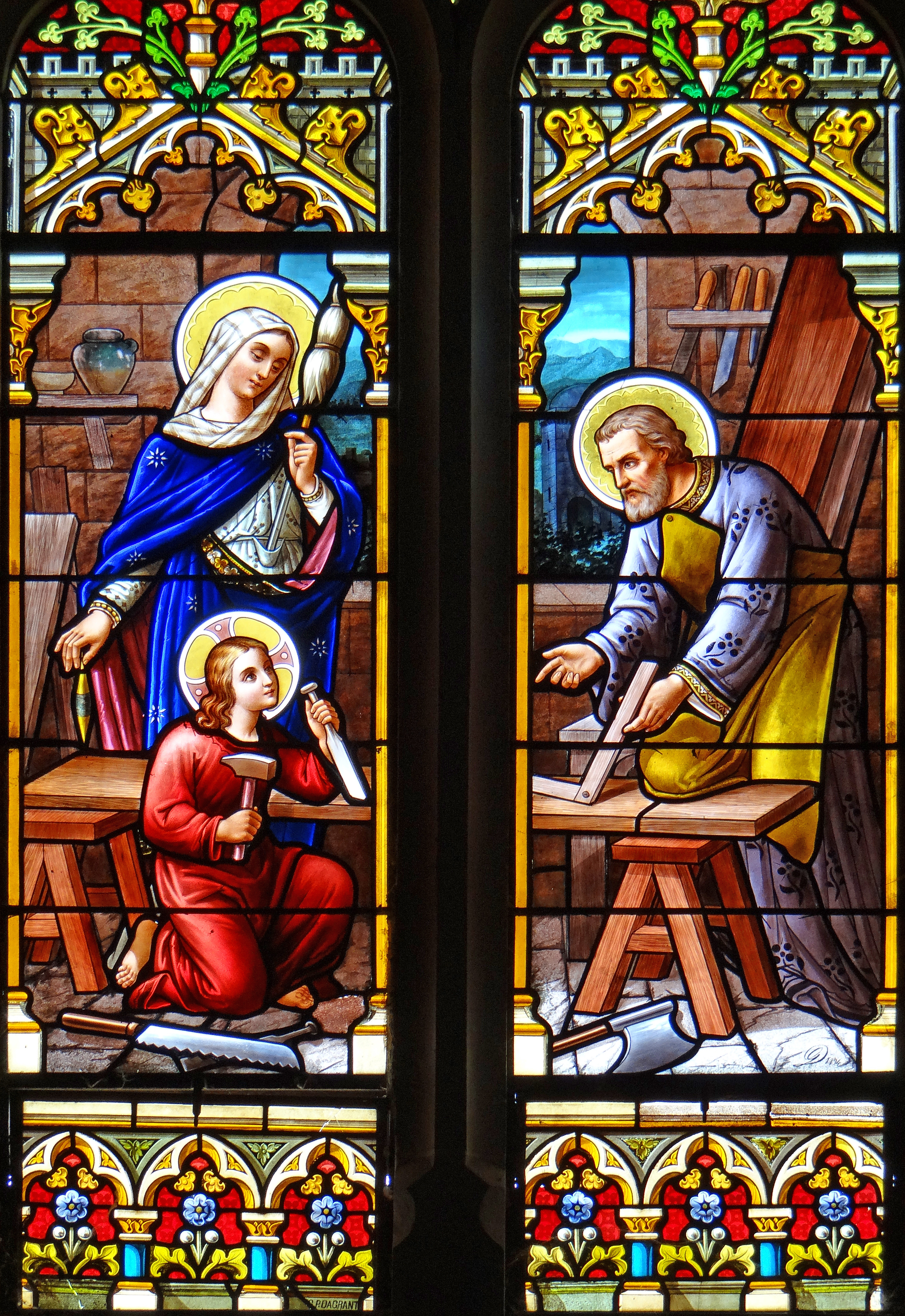
Sainte Famille dans l'atelier de saint Joseph
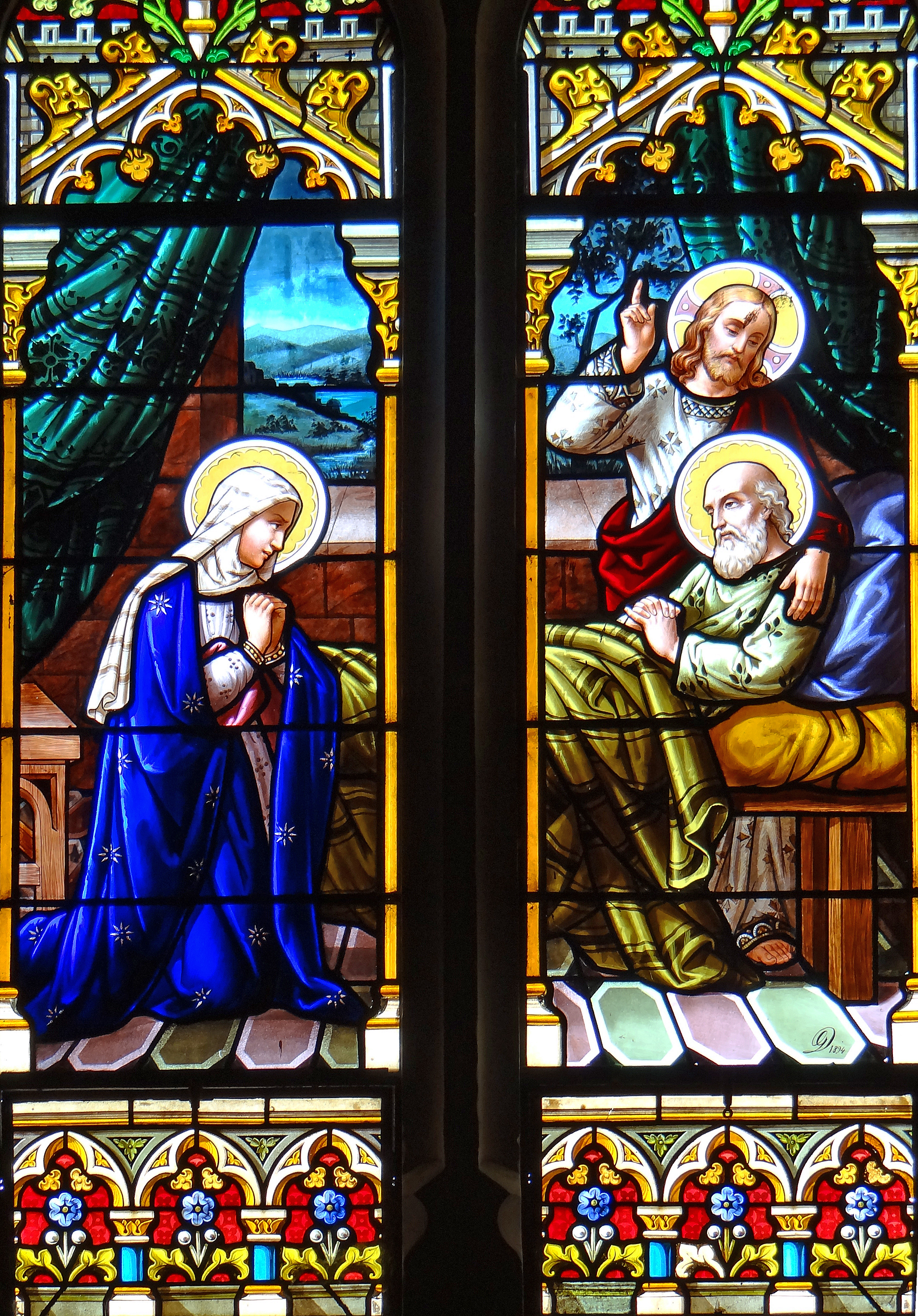
Mort de saint Joseph
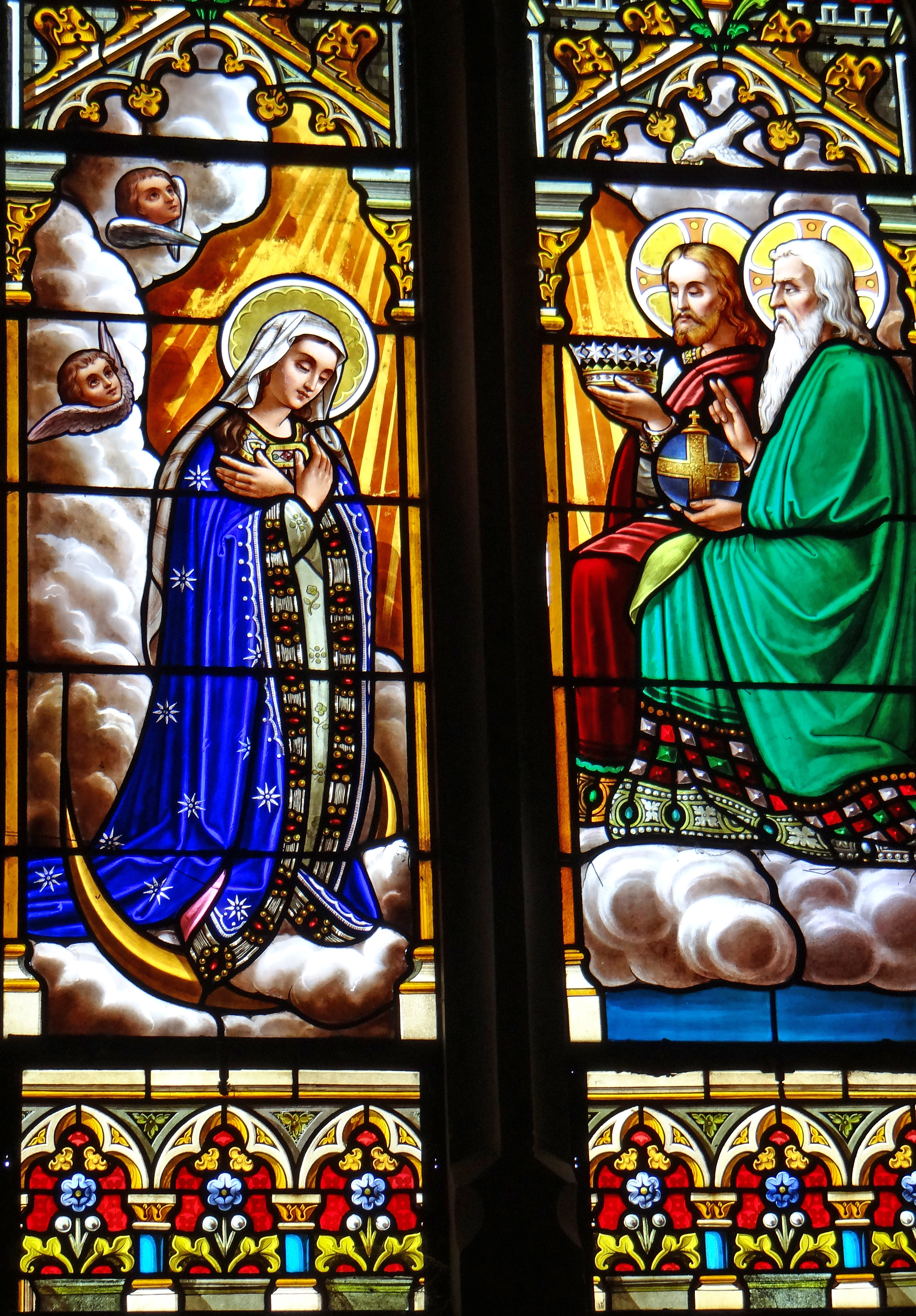
Couronnement de la Vierge

## Décoration de l'église
La peinture de l'église a été rénovée en 2009 (proposition du peintre François Peltier) en adoptant les couleurs théologales :
- rouge : la charité
- bleu : la foi,
- vert l'espérance.

Ces vertus théologales sont représentées en sculpture sur le maître-autel de l'église datant de la fin du XIXe siècle. Les bas-reliefs des autels des chapelles des bas-côtés représentant saint Roch et saint Pierre ont été ajoutés au XIXe siècle.
Au niveau des fenêtres, ce peintre a peint un bandeau représentant les stations d'un chemin de croix.

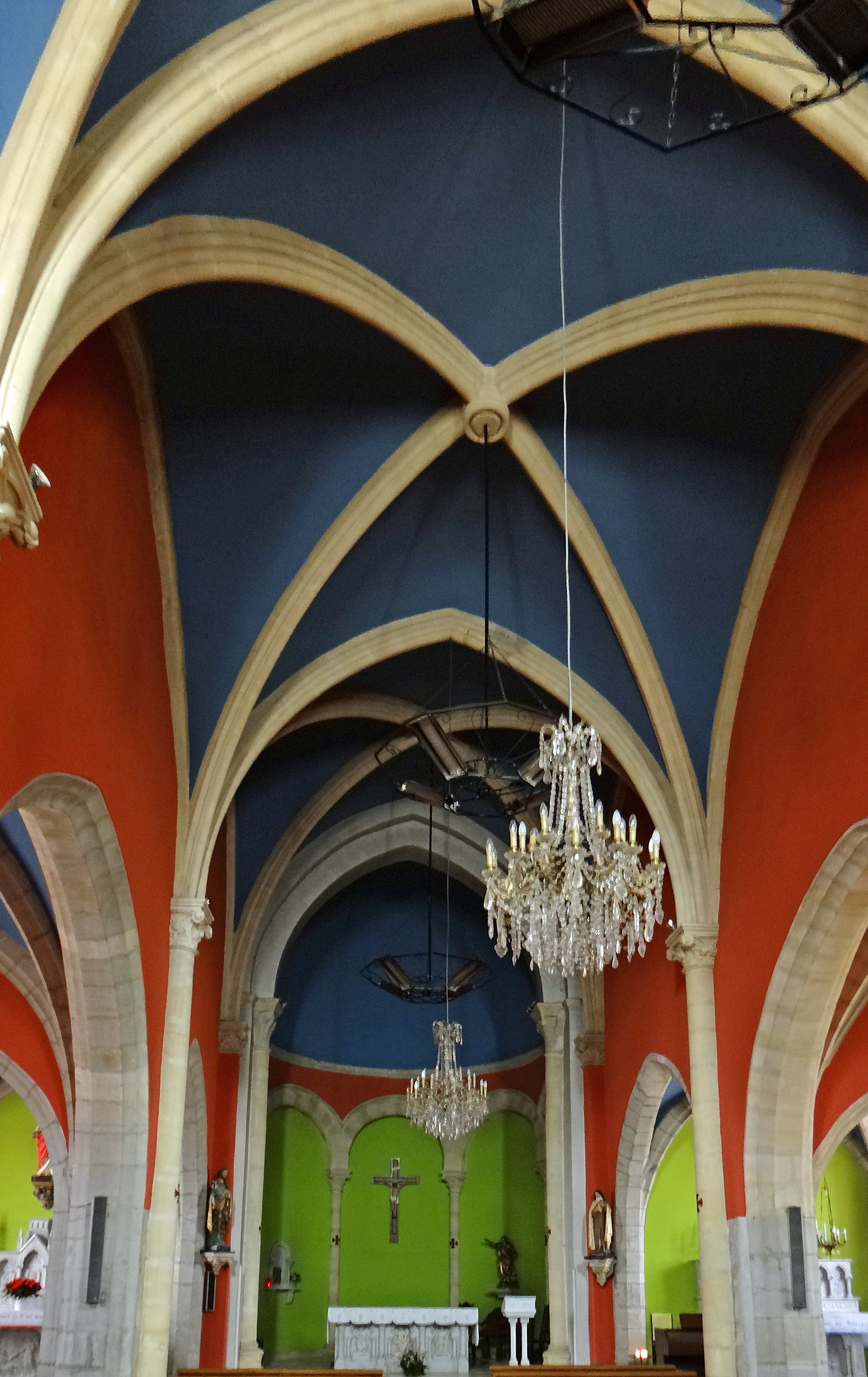
La peinture rénovée de l'église
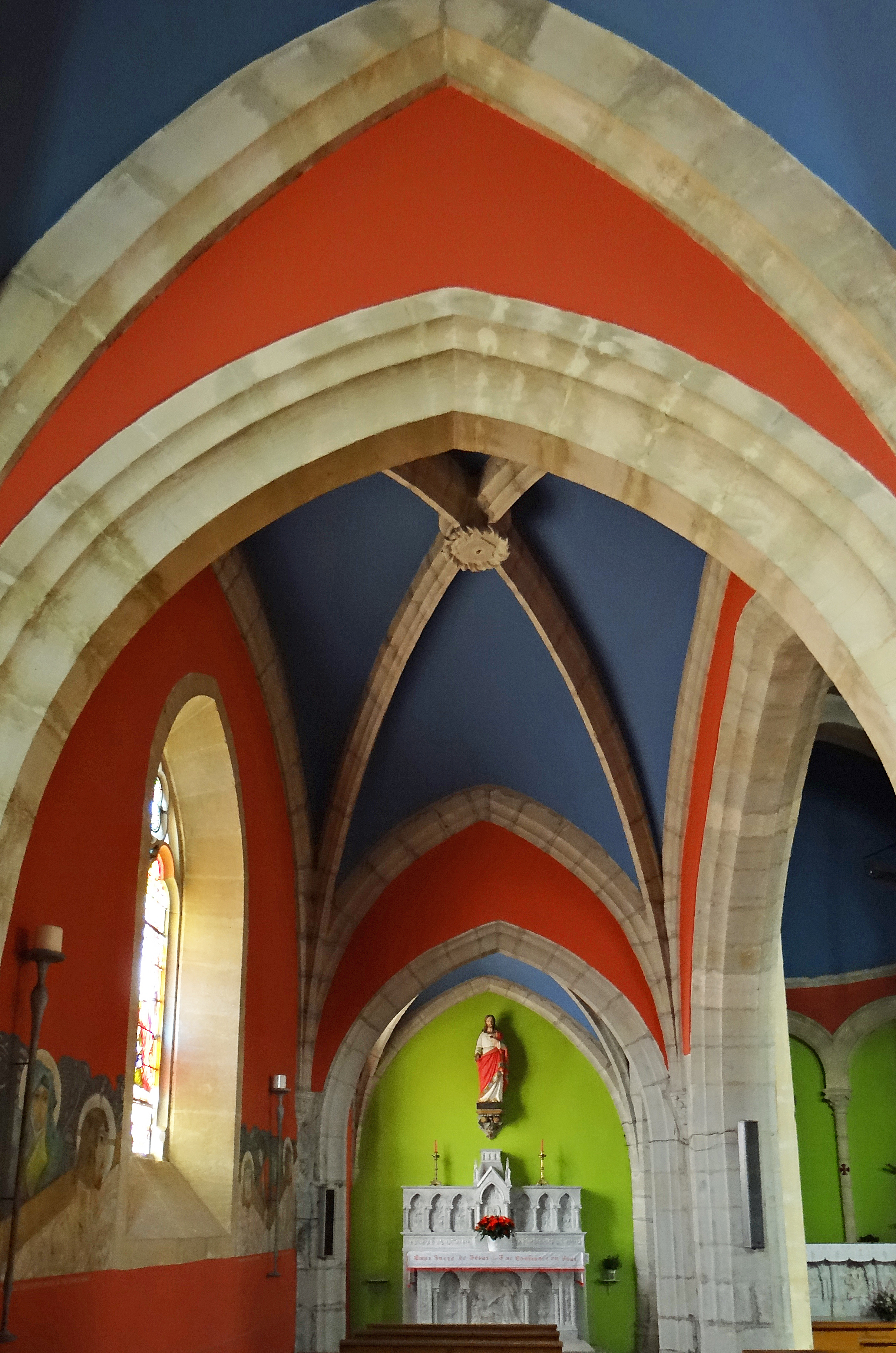
Bas-côté nord
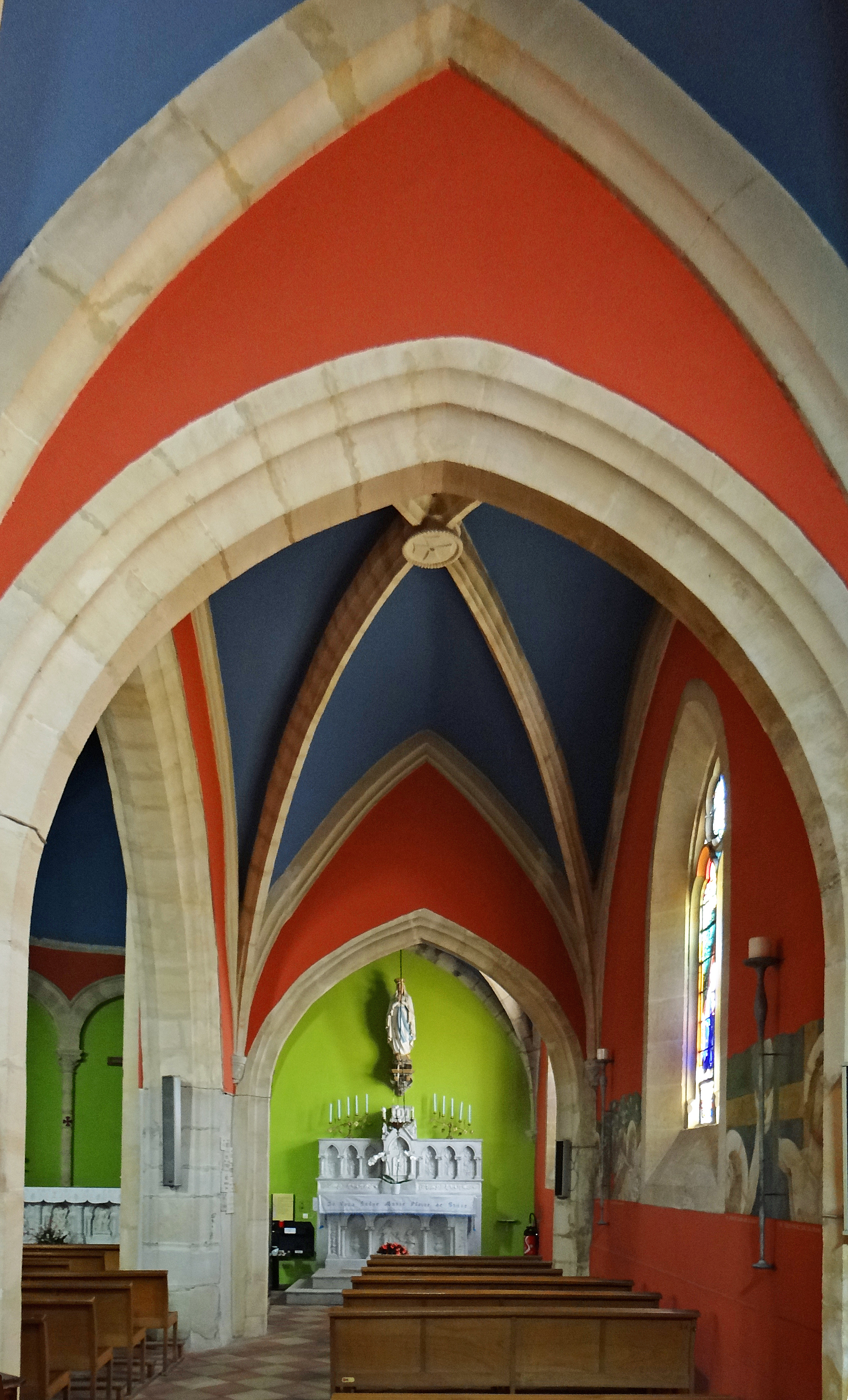
Bas-côté sud